# Lispe vilis
Lispe vilis este o specie de muște din genul Lispe, familia Muscidae, descrisă de Stein în anul 1911.
Este endemică în Bolivia. Conform Catalogue of Life specia Lispe vilis nu are subspecii cunoscute.